# Братиславсько-Брновська операція
Братиславсько-Брновська операція — наступальна операція радянських військ 2-го Українського фронту під час радянсько-німецької війни, що була проведена в період з 25 березня по 5 травня 1945 року з метою розгрому угруповання противника в районах Братислави, Брна та завершення визволення Словаччини.

## Перебіг боїв
Військам 2-го Українського фронту (40-ва, 53-тя і 7-ма гвардійська армії, 1-ша гвардійська кінно-механізована група (КМГ), 5-та повітряна армія, Дунайська військова флотилія, 4-та і 1-ша румунська армії, оперативно підпорядковані фронту; (Маршал Радянського Союзу Р. Я. Малиновський) протистояли 11 дивізій групи армій «Південь», з 30 квітня — «Австрія» (генерал-полковник Л. Рендуліч).
Відповідно до замислу операції основні сили 2-го Українського фронту (53-тя та 7-ма гвардійська армії) завдавали головного удару в напрямку Братислава, Малацки, Брно і 40-ва армія в напрямку Тренчин. Дії головного ударного угруповання фронту підтримували 5-та повітряна армія і румунський авіакорпус. Дунайська військова флотилія повинна була сприяти просуванню радянських військ по берегах Дунаю.
У ніч на 25 березня 12 передових батальйонів 53-ї і 7-оі гвардійської армій раптово для противника форсували річку Грон і захопили кілька плацдармів, на які в перший же день наступу були переправлені головні сили армій. 26 березня 1945 була введена в прорив 1-ша гвардійська КМГ, яка прорвалася на оперативний простір та почала просування в оперативну глибину. Вже до 28 березня прорив був розширений до 135 км по фронту і 40 км в глибину.
4 квітня 1945 війська 7-ї гвардійської армії після запеклих боїв і глибокого обхідного маневру звільнили столицю Словаччини — Братиславу. 23 квітня розвиваючи наступ, війська 53-ї, 7-ї гвардійської армій та 1-ша гвардійська КМГ у взаємодії з 6-ю гвардійською танковою армією, що була передана 16 квітня зі складу військ 3-го Українського фронту, вийшли на підступи до Брна. 26 квітня місто було опановане штурмом з декількох напрямків, до кінця дня Брно було повністю звільнене від військ Вермахту.
У результаті бойових дій війська 2-го Українського фронту просунулися на 200 км і розгромили 9 дивізій противника. Спільні удари військ 2-го і 3-го Українського фронтів (який проводив Віденську операцію) призвели до краху всього південного флангу оборони німецьких військ. Було завершено звільнення Словаччини, визволені Братиславський і Брновський промислові регіони.

## Відео
- Братиславско-Брновская наступательная операция. [Архівовано 11 травня 2013 у Wayback Machine.]